# Эббетс Филд
Эббетс Филд (англ. Ebbets Field) — бейсбольный стадион, располагавшийся в Бруклине (Нью-Йорк). Стадион был построен в 1913 году на деньги Чарлза Эббетса, владельца клуба Главной лиги бейсбола «Бруклин Доджерс», по проекту архитектора Кларенса Рэндалла Ван Баскёрка. Строительство обошлось Эббетсу в 750 тысяч долларов. Изначально стадион вмещал 25 тысяч зрителей, после реконструкции в 1932 году его вместимость увеличилась до 32 тысяч зрителей.
«Бруклин Доджерс» выступали на этом стадионе до своего переезда в Лос-Анджелес в 1957 году. В разное время на Эббетс Филд также выступали футбольные клубы «Нью-Йорк Брикли Джайантс», «Бруклин Доджерс» и «Бруклин Лайонс». В 1960 году стадион был снесён, а на его месте построен жилой комплекс, ныне носящий имя звезды бейсбола Джеки Робинсона, первого чернокожего игрока Главной лиги бейсбола, чей дебют состоялся на Эббетс Филд 15 апреля 1947 года.

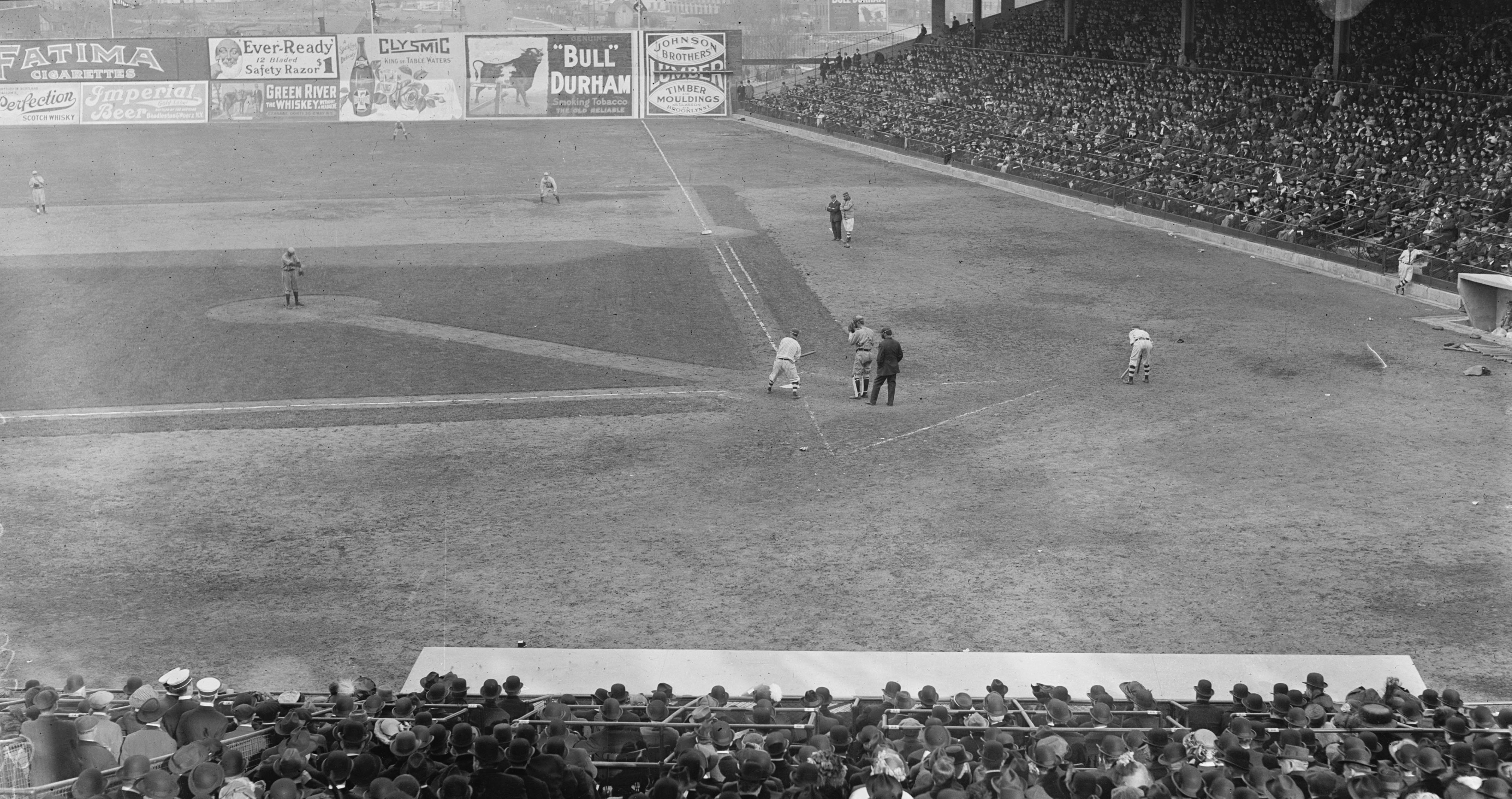
Первая игра на Эббетс Филд (5 апреля 1913 года)
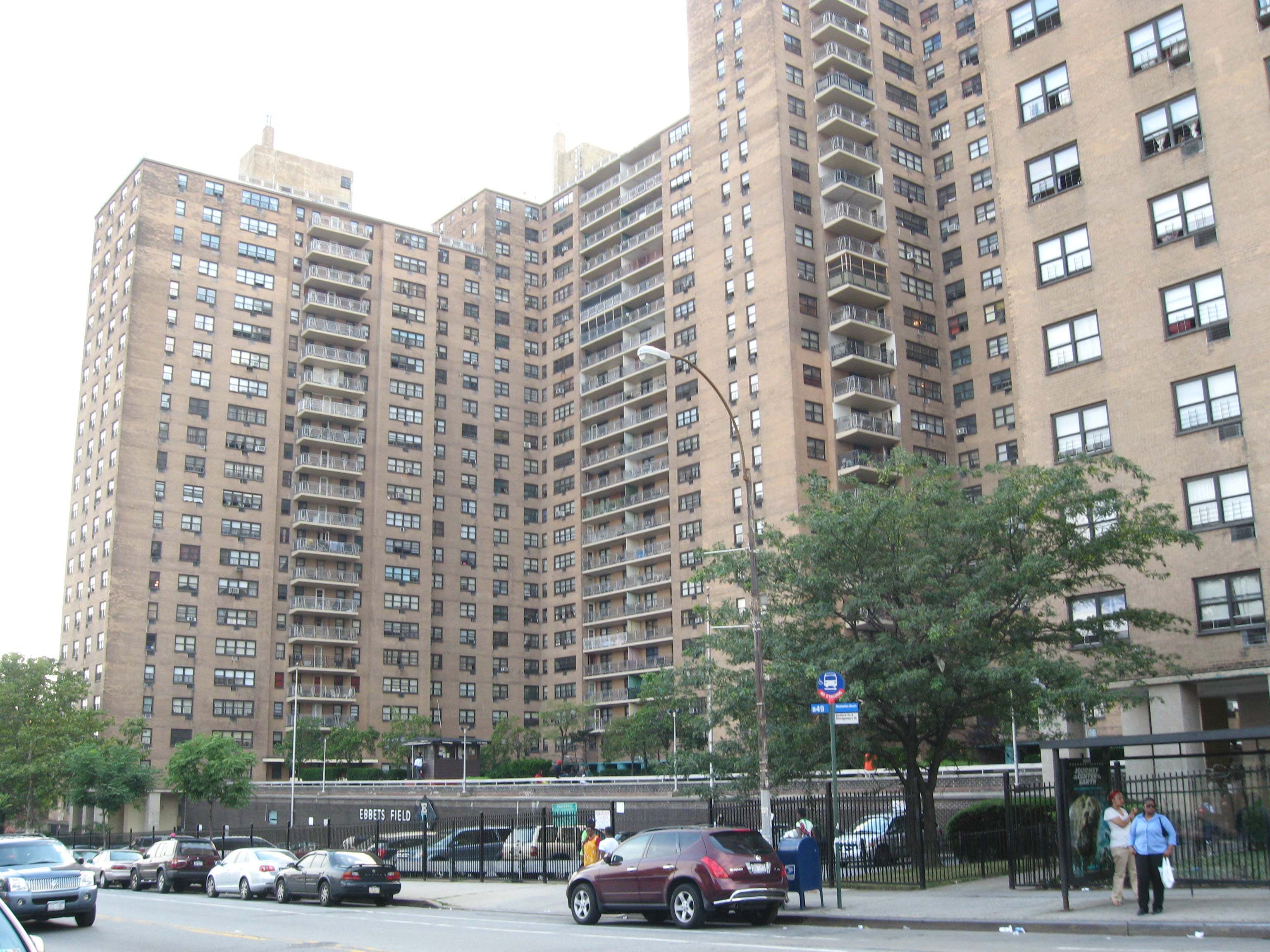
Современный жилой комплекс на месте снесённого Эббетс Филд